# Flávia de Lima
Flávia Maria de Lima (* 1. Juli 1993 in Campo do Tenente) ist eine brasilianische Mittelstreckenläuferin, die sich auf den 800-Meter-Lauf spezialisiert hat. Über diese Distanz wurde sie 2023 Südamerikameisterin und gewann 2015 eine Bronzemedaille bei den Panamerikanischen Spielen.

## Sportliche Laufbahn
Erste internationale Erfahrungen sammelte Flávia de Lima im Jahr 2012, als sie bei den Juniorenweltmeisterschaften in Barcelona im 800-Meter-Lauf das Halbfinale erreichte und dort mit 2:07,03 min ausschied. Im Jahr darauf gewann sie bei den Südamerikameisterschaften in Cartagena in 2:02,94 min die Silbermedaille hinter der Kolumbianerin Rosibel García. 2014 siegte sie dann in 4:21,05 min im 1500-Meter-Lauf bei den U23-Südamerikameisterschaften in Montevideo und gewann auch mit der brasilianischen 4-mal-400-Meter-Staffel in 3:42,07 min die Goldmedaille. Im Jahr darauf gewann sie bei den Südamerikameisterschaften in Lima in 2:02,05 min erneut die Silbermedaille über 800 Meter, diesmal hinter der Uruguayerin Déborah Rodríguez und über 1500 Meter musste sie sich in 4:13,58 min nur der Kolumbianerin Muriel Coneo geschlagen geben. Anschließend startete sie bei den Panamerikanischen Spielen in Toronto und gewann dort in 2:00,40 min die Bronzemedaille über 800 Meter hinter der Kanadierin Melissa Bishop-Nriagu und Alysia Montaño aus den Vereinigten Staaten. Zudem belegte sie über 1500 Meter in 4:16,53 min den fünften Platz und schied im Staffelbewerb mit 3:34,97 min im Vorlauf aus. Anschließend nahm sie über 800 Meter an den Weltmeisterschaften in Peking teil, schied dort aber mit 2:01,76 min in der ersten Runde aus. 2016 vertrat sie ihr Land bei den Olympischen Spielen in Rio de Janeiro und schied dort mit 2:03,78 min im Vorlauf über 800 Meter aus.
2021 gewann sie dann nach zahlreichen sportlich wenig erfolgreichen Jahren in 2:05,00 min die Silbermedaille über 800 Meter bei den Südamerikameisterschaften in Guayaquil hinter der Uruguayerin Déborah Rodríguez und mit der brasilianischen 4-mal-400-Meter-Staffel gewann sie in 3:36,40 min gemeinsam mit Tábata de Carvalho, Maria Victória de Sena und Chayenne da Silva die Bronzemedaille hinter den Teams aus Kolumbien und Chile. Im Jahr darauf schied sie bei den Ibero-Amerikanischen Meisterschaften in La Nucia mit 2:07,11 min im Vorlauf aus und 2023 siegte sie in 2:01,82 min bei den Südamerikameisterschaften in São Paulo. Anschließend schied sie bei den Weltmeisterschaften in Budapest mit 2:00,77 min im Halbfinale aus. Bei den Hallensüdamerikameisterschaften in Cochabamba belegte sie in 5:07,57 min den vierten Platz über 1500 Meter. Zudem gewann sie über 800 Meter in 2:11,34 min die Bronzemedaille hinter der Uruguayerin María Pía Fernández und Berdine Castillo aus Chile. Anschließend schied sie bei den Hallenweltmeisterschaften in Glasgow mit 2:05,1 min im Vorlauf über 800 Meter aus und im August schied sie bei den Olympischen Sommerspielen in Paris mit 2:01,64 min in der Hoffnungsrunde aus. 
2025 belegte sie bei den Südamerikameisterschaften in Mar del Plata in 2:13,81 min den neunten Platz über 800 Meter.
In den Jahren 2013 und 2021 sowie 2023 und 2024 wurde de Lima brasilianische Meisterin im 800-Meter-Lauf sowie 2014 und 2023 über 1500 Meter.

## Persönliche Bestleistungen
- 800 Meter: 2:00,40 min, 22. Juli 2015 in Toronto
  - 800 Meter (Halle): 2:05,71 min, 1. März 2024 in Glasgow
- 1500 Meter: 4:13,29 min, 17. Mai 2015 in São Bernardo do Campo
  - 1500 Meter: 5:07,57 min, 27. Januar 2024 in Cochabamba